# Sixto-klementina

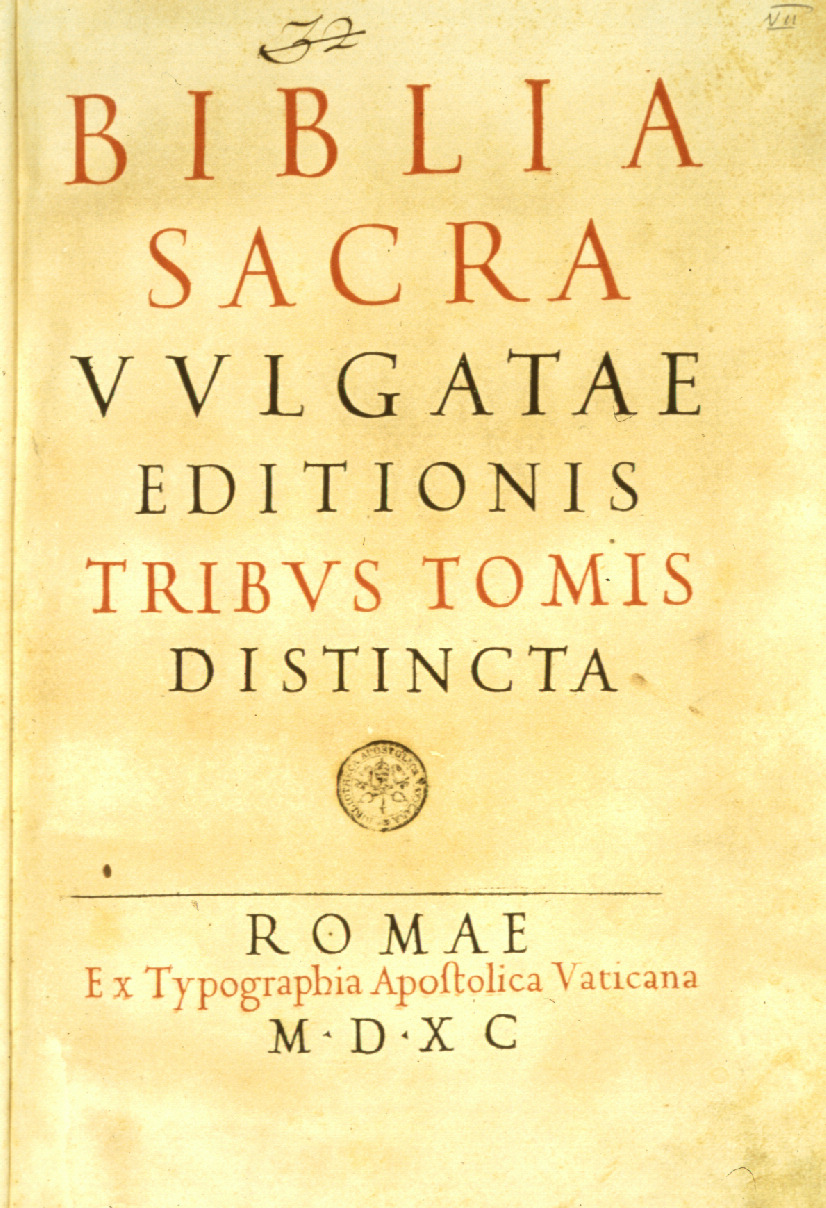
Vulgata Sixtina

Sixto-klementina je revize latinského překladu Starého a Nového zákona z let 1590/1592. Vulgáta, latinský překlad pořízený sv. Jeronýmem v 4. a 5. století, pro nové poznatky v oblasti začínající textové kritiky nevyhovoval, proto Tridentský koncil nařídil revizi textu a překladu. První revize byla vydána v roce 1590 papežem Sixtem V., další, novější vydání o dva roky později (1592) papežem Klementem VIII. Tento nový latinský překlad nahradil v katolické církvi Vulgátu a platil za nový a přesnější textus receptus.